# Portretul lui Francisco Lezcano
Portretul lui Francisco Lezcano sau „Niño de Vallecas” este o pictură realizată în ulei pe pânză de către artistul spaniol Diego Velázquez în perioada 1643-1645. Portretul îl reprezintă pe Francisco Lezcano, un bufon de la curtea lui Filip al IV-lea al Spaniei cunoscut și sub numele de Lezcanillo sau el Vizcaíno. Se află în colecția muzeului Prado din Madrid încă din 1819.
Munții din jurul Madridului pot fi văzuți pe fundalul în dreapta, în timp ce subiectul ține cărți în mâini. Este prezentat cu capul ușor înclinat și cu piciorul drept ridicat, într-o poză menită să arate handicapul său fizic sau psihologic. Tabloul face parte dintr-o serie de picturi ale bufonilor de la curte, iar acesta este posibil să fi fost pictat în timp ce subiectul îl însoțea pe rege la o vânătoare, din moment ce este arătat în ținute de vânătoare în aer liber. A fost produs pentru afișare în Torre de la Parada (o lojă de vânătoare de la marginea Madridului, în Sierra de Guadarrama, lângă El Pardo).
La 28 iulie 1714 a fost mutat în Palacio del Pardo, înainte de a apărea în 1772 la casa infantelui Javier în noul Palacio Real din Madrid. În 1794 se afla în „Pieza de Trucos” din același palat, moment în care și-a câștigat numele alternativ de „Niño de Vallecas”.